# Pirkei Avot
Pirkei Avot / Ovos ou Ética dos Pais (do hebraico פרקי אבות, "capítulos dos pais") é um tratado da Mishná composto de máximas éticas dos rabinos do período mishnáico.
Dividido em cinco capítulos, os primeiros quatro capítulos contêm os ensinos dos sábios desde Simão, o Justo (século III a.C.) até Judá haNasi (século III d.C.), redator da Mixná. Estes aforismos centralizam-se na conduta ética e social, enfatizando a importância do estudo da Torá.

## Nome
Avoth (com ênfase na segunda sílaba) é considerada a pronúncia mais acurada da palavra no hebraico mixnaico. No entanto, outras duas versões são comumente utilizadas hoje em dia:
- Avot é utilizada na pronúncia sefardita do hebraico, além do atual hebraico moderno israelense.
- Ovos (com ênfase na primeira sílaba) é utilizado no iídiche e, por vezes, na pronúncia asquenazita do hebraico.

Avot significa "pais" ou "patriarcas". Neste caso, também pode ser traduzido como "anciãos" ou "sábios". Pirkei significa "capítulos", porém neste sentido significaria mais "ditos". Frequentemente é traduzido como "Ética".
Homileticamente, a frase já foi traduzida como "capítulos principais" (de maneira análoga à tradução de "Darkei no'am" como "caminhos do aprazimento" ou "caminhos aprazíveis"). Significados duplos para os nomes das divisões do Mixná são comuns, e frequentemente são eles próprios analisados nos comentários.